# Parachauliodes kawarayamanus
Parachauliodes kawarayamanus är en insektsart som först beskrevs av Okamoto 1910.  Parachauliodes kawarayamanus ingår i släktet Parachauliodes och familjen Corydalidae. Inga underarter finns listade i Catalogue of Life.